# Branko Đerić
Branko Đerić (cyr. Бранко Ђерић, ur. 20 listopada 1948) – polityk bośniacki narodowości serbskiej. Członek Serbskiej Partii Demokratycznej, nacjonalistycznego ugrupowania założonego w 1990 roku.
Pierwszy premier Republiki Serbskiej od 22 kwietnia 1992 do 20 stycznia 1993.